# Kristallpalatset

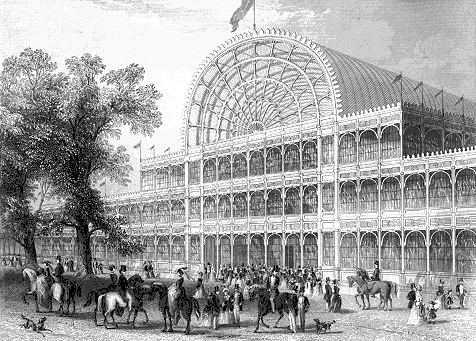
Ursprungliga Kristallpalatsets fasad.

Kristallpalatset eller Crystal Palace var en gjutjärns- och glasbyggnad som ursprungligen restes i Hyde Park, London, England, inför Londonutställningen 1851. Byggnaden revs 1936, efter en förödande eldsvåda. Hela området fick namnet Crystal Palace efter byggnaden, och Crystal Palace FC bär namnet vidare.

## Historik
Mer än 14 000 utställare från hela världen samlades på Kristallpalatsets 92 000 kvadratmeter stora utställningsyta för att visa upp de senaste exemplen på den industriella revolutionens moderna teknologi. Byggnaden utformades av Joseph Paxton och var 564 meter lång och 124 meter bred, med en höjd på 34 meter. Utställningen besöktes av ca. 6 miljoner människor.
Efter utställningen flyttades byggnaden till det som kom att kallas Crystal Palace Park, i vad som idag är området Crystal Palace i södra London, där det även byggdes ut och stod kvar mellan åren 1854 och 1936. Palatset var oerhört populärt och lockade stora skaror besökare från samhällets alla skikt.
Efter första världskriget användes byggnaden som krigsmuseum.
Den 30 november 1936 förstördes hela byggnaden på bara några få timmar i en eldsvåda. Namnet Kristallpalatset myntades av den satiriska tidningen Punch. Namnet användes senare för att beteckna just det här området av södra London och även den omkringliggande parken.
Fotbollsklubben Crystal Palace FC, som grundades 1905 vid området, har fått sitt namn efter Kristallpalatset.
2013 inledde det kinesiska Zhongrong Holdings samtal med Londons borgmästare och kommunfullmäktige i stadsdelen Bromley om företagets planer att återuppbygga Kristallpalatset på den gamla grunden som finns kvar i Crystal Palace Park. Även parken kommer att rustas upp och man har lagt stor vikt vid att lokalbefolkningen ska få komma till tals och påverka hur området kan komma att gestalta sig.

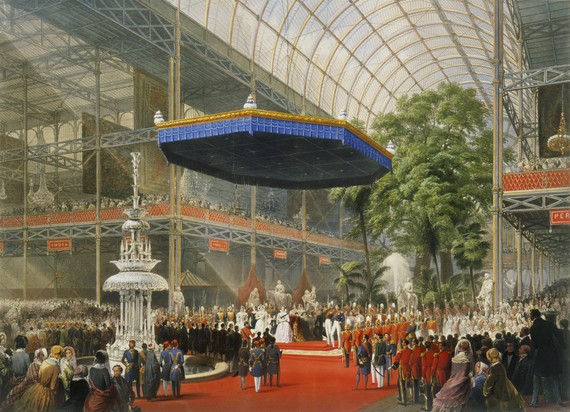
Drottning Viktoria öppnar Londonutställningen
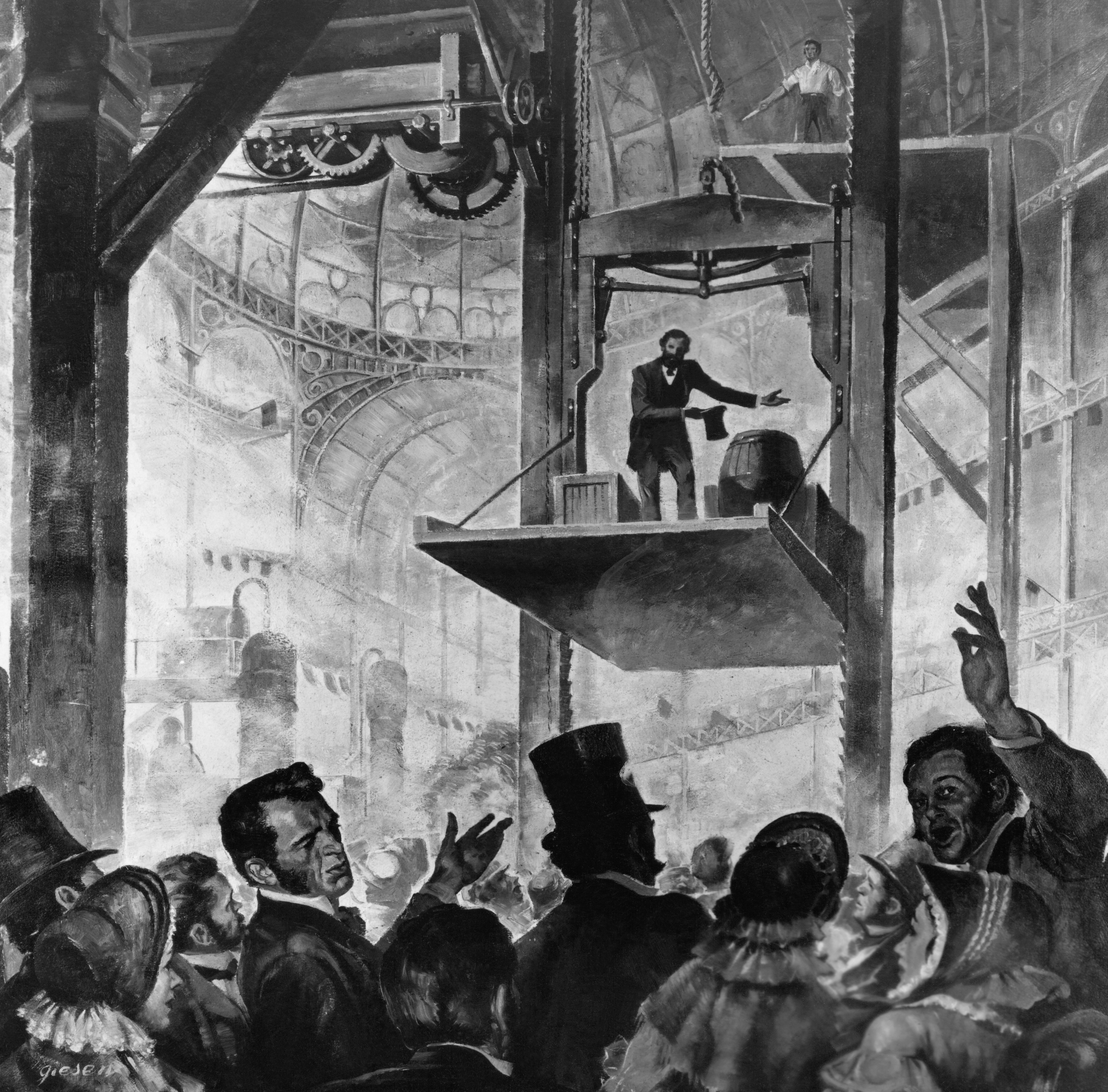
I Kristallpalatset demonstrerade Elisha Otis 1854 sin fallbroms för hissar, denna uppfinning banade väg för byggandet av skyskrapor.